# Marchlewszczyzna

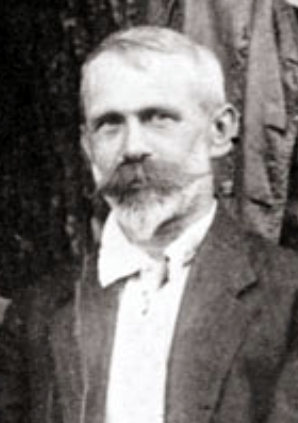
Polský komunista Julian Marchlewski

Marchlewszczyzna, oficiálním názvem Polský národní rajón Juliana Marchlewského nebo zkráceně Polrajon, byla autonomní správní jednotka v SSSR, zřízená pro polskou menšinu na Ukrajině v okolí městečka Marchlewsk (dnes Dovbyš), ležícího 100 km západně od Žitomiru a 120 km východně od tehdejší sovětsko-polské hranice. Měla přes 40 000 obyvatel, z toho bylo 70% Poláků. Byla pojmenována po polském komunistovi Julianu Marchlewském.
Byla vyhlášena v roce 1925 v rámci programu "korenizace", jehož cílem bylo získat neruské národnosti pro komunistickou ideologii. Polština byla úředním jazykem, vyučovala se na školách, vycházely v ní noviny a knihy. Na druhé straně probíhala jako v celé zemi násilná kolektivizace, industrializace a obyvatelstvo bylo vystaveno ateistické propagandě. V roce 1935, kdy Josef Vissarionovič Stalin obnovil velkoruskou politiku, byl autonomní rajón zrušen a část polského obyvatelstva byla deportována do střední Asie. Několik tisíc Poláků však žije v okolí Dovbyše dodnes.
V Bělorusku krátce existovala další polskojazyčná autonomní oblast, zvaná Dzerzynszczyzna.